# Microlicia vernicosa
Microlicia vernicosa là một loài thực vật có hoa trong họ Mua. Loài này được (A. Barreto ex Pedersoli) A.B. Martins & Almeda mô tả khoa học đầu tiên năm 2001.